# 航海
航海（こうかい）とは船舶により海上を航行することであり、船旅である。

## 有史以前
- 紀元前2000年ごろから、ポリネシア人が、貝殻とココヤシの葉脈を組み合わせた海図作成と目視による天体観測（ウェイファインディング）を開始する。4世紀ごろ最東端の拠点であるフィジーから東に3000kmも離れたタヒチに帆船で到達、さらにイースター島、北に4000km離れたハワイ諸島などの離島にも達した。1世紀、ないし9世紀ごろにはアフリカ東部のマダガスカル島への移住にも成功している。

## 探索を目的とした航海
- 1405年-1433年、明の鄭和による7次にわたる航海では、最終的にアフリカ東海岸のケニアにまで到達している。鄭和が用いた船舶は最長120mに達していた。1498年にポルトガル人がアフリカ東海岸に到達した際には、鄭和の船の1/3程度という「小さな」船であったため、現地人に全く感銘を与えなかった。

- 1418年-1498年、ポルトガルのエンリケ航海王子の命によるインド洋航路の発見。イスラム世界に依存しない貿易を見つけることが目的だった。最終的にはヴァスコ・ダ・ガマがインドに到達した。

- 1492年-1504年、イタリアのクリストファー・コロンブスによる4次にわたる西回り航路の開拓。インドへ到達するために大西洋を横断し、新大陸を発見する。

- 1517年-1522年、ポルトガルのフェルディナンド・マゼランによる世界一周。

- 1768年-1780年、イギリスのジェームズ・クックによる南太平洋探検。航海は3次にわたった。